# Balkarere
Balkarere er en tyrkisk folkegruppe, der fortrinsvis lever i den russiske republik Kabardino-Balkarien i det nordlige Kaukasus. I 2002 udgjorde antallet af balkarere 108 500, hvoraf de fleste er sunnimuslimer.
I lighed med flere andre kaukasiske folkegrupper blev store dele af balkarerne deporterede til Centralasien i 1943, men fik mulighed for at vende hjem i 1957, efter Stalins død 1953. Foruden Kabardino-Balkarien (hvor balkarerne udgør omkring 20 % af befolkningen) findes balkariske grupper i Kazakstan, Kirgizistan og tillige i mindre områder i Tyrkiet. Balkarerne taler som regel det tyrkiske sprog balkarisk.

## Etymologi
Oprindelsen af ordet "balkarer" er usikker. Ifølge den tjerkessiske historiker Shora Nogma, som levede i 1800-tallet, betegnede den balkarske stamme i Tjerek-dalen sig som efterkommere af bulgarerne, og det er muligt, at der er sket en sprogglidning fra "bulgarer" til "balkarer".
Balkarerne menes at være i slægt med karatjaierne. Selv kalder de sig "malqarli" eller "taulula", hvilket betyder "bjergfolk".

## Historie
Deres oprindelse er usikker. En teori går ud på, at balkarerne er en blanding af persisk-talende alanere, der levede i Kaukasus fra 1. århundrede, og tyrkisk talende folk (bulgarere eller kiptjakker). Det er ligeledes muligt, at de har været under indflydelse fra hunnere, khazarere, mongolere og andre kaukasiske folkeslag.
Balkarerne kendes tilbage til 1300-tallet, men så sent som i 1800-tallet blev de omtalt som bjerg-tatarer eller bjerg-kabardinere.
I 1700-tallet antog balkarerne islam. I 1827 blev deres bosættelsesområde formelt indlemmet i det russiske imperium, men på grund af deres bosættelse i bjergene levede de længe ret uberørt heraf. Balkarerne kæmpede sammen med kabarderne imod en russisk kolonisering i 1700-tallet. Da området ikke var attraktivt for bosættelse for kosakkerne, skete der i første omgang ikke nogen kolonisering af deres bosættelsesområder. Traditionelt havde tyrkisk været omgangssprog mellem de forskellige folkeslag i Kaukasus, men som følge af den russiske magtovertagelse skete der en langsom ændring heri.
Efter etableringen af Sovjetunionen fik balkarerne i første omgang lov til at beholde deres levevis, sprog og kultur, men denne tilstand blev undergravet ved, at man oprettede en fælles republik med kabarderne. Dette førte til indbyrdes konflikter mellem de to folkeslag. Man undlod bevist at lade balkarerne danne en fælles republik med karatjaierne, der i stedet blev forenede med tjerkesserne. I det nordlige Kaukasus blev tjerkesserne delt mellem tre republikker (Adygeja, Kabardino-Balkarien og Karatjajevo-Tjerkessien), hvilket effektivt svækkede disses mulighed for at styrke deres nationale sammenhold. Denne opsplitning blev opretholdt efter, at Sovjetunionen i 1991 blev afløst af Rusland.
Den 8. og 9. marts 1944 blev hele den balkariske befolkning, over 38.000 indbyggere, deporterede fra deres hjemegn på den nordlige side af Kaukasus til områder i Centralasien. De blev beskyldt for at have samarbejdet med Nazi-Tyskland under den delvise besættelse af området 1942-43. Bag deporteringen stod Laurentij Berija. Han var leder af NKVD og stod for deporteringen af tjetjenere og ingusjere. Under et ophold på stedet midt under deporteringerne spurgte han Stalin, om man ikke skulle tage balkarerne med nu, man var i gang og havde organiseret folkeforflyttelserne. Sammenlagt blev omkring 678.000 indbyggere deporterede fra det nordlige Kaukasus, og for at få transportkapacitet nok lånte man et stort antal lastbiler af amerikanerne for transporten til togene.
Første efter, at Stalin var død og der var sket en formel rehabilitering i 1956, kunne balkarerne i 1957 vende tilbage til Kaukasus, hvor de fandt de fleste af deres hjem plyndrede og ødelagte. Det skønnes, at omkring en tredjedel af de deporterede balkarere døde under transporten eller under opholdet i Centralasien.
Efter Sovjetunionens sammenbrud i 1991 begyndte balkarerne at organisere sig nationalt. Den 8. marts blev erklæret som national mindedag til minde om deporteringen. Der blev opført et kombineret museum og mindesmærke for deporteringen. I 2007 blev mindedagen officielt fjernet og erstattet af en "national genoplivelsesdag", der i stedet skulle lægge vægten på at mindes alanerne som balkarernes forfædre. Drivkraften bag denne ændring var organisationen "Alan", mens "Rådet af balkanske ældste" var imod. De to organisationer udgør i dag den nationale balkanske bevægelse, idet "Alan" er knyttet til republikkens regering, mens Ældrerådet står i opposition til denne.

## Demografi
Der bor i dag henved 80.000 balkarer i Republikken Kabardino-Balkarien, hvor de udgør omkring 10% af indbyggerne. Kabarderne udgør omkring 55%, resten udgøres af russere og andre. Tidligere var der en geografisk forskel i bosættelsen, idet balkarerne boede i den sydlige del og kabarderne i den nordlige del af republikken, men med tiden er der sket en omfattende afvandring fra landdistrikterne til især hovedstaden Naltsjik, mens andre er flyttet til Moskva og andre steder i Rusland for at finde arbejde. Urbaniseringen har sat balkarisk som sprog under pres, da russisk er hovedsprog i administrationen og i serviceerhverv. Der findes dog næsten helt balkariske bydele i Naltsjik.
Befolkningudviklingen siden 1991 har bevirket, at kabardernes andel er vokset fra 48% til 55%. Det har medført en mere aktiv politisk indsats fra balkarernes side for at hævde deres interesser.

## Levevis
Den traditionelle levevis for balkarere er fortsat landbrug, omend der er sket en betydelig afvandring til byerhverv.